# ぞっこん
| ウィキペディアには「ぞっこん」という見出しの百科事典記事はありません（タイトルに「ぞっこん」を含むページの一覧/「ぞっこん」で始まるページの一覧）。 代わりにウィクショナリーのページ「ぞっこん」が役に立つかもしれません。 |